# Tielenhemme
Tielenhemme er en by og kommune i det nordlige Tyskland, beliggende i Amt Kirchspielslandgemeinden Eider i den nordlige del af Kreis Dithmarschen. Kreis Dithmarschen ligger i den sydvestlige del af delstaten Slesvig-Holsten.

## Geografi
Tielenhemme er beliggende ved floderne Ejderen og Tielenau. Kommunen består af tre dele, Schüttingdeich, Eiderdeich og Königsfähre. I nærheden ligger Naturschutzgebiet Dellstedter Birkwaldmoor.
Indtil 12. december 1960 var der færge, Hohner Fähre, over Ejderen.